# باري أتواتر
باري أتواتر (بالإنجليزية: Barry Atwater)‏ هو ممثل أمريكي، ولد في 16 مايو 1918 في دنفر في الولايات المتحدة، وتوفي في 24 مايو 1978 في لوس أنجلوس في الولايات المتحدة بسبب سكتة.

## وصلات خارجية
- باري أتواتر على موقع IMDb (الإنجليزية)
- باري أتواتر على موقع أول موفي (الإنجليزية)
- باري أتواتر على موقع إن إن دي بي (الإنجليزية)
- باري أتواتر على موقع قاعدة بيانات الفيلم (الإنجليزية)